# Episcopotettix sulcirostris
Episcopotettix sulcirostris is een rechtvleugelig insect uit de familie veldsprinkhanen (Acrididae). De wetenschappelijke naam van deze soort is voor het eerst geldig gepubliceerd in 1903 door Rehn.